# Publi Cuspi
Publi Cuspi (en llatí Publius Cuspius) era un cavaller romà que va estar dues vegades a l'Àfrica com a director de la companyia que recaptava les taxes públiques a la província. Allà tenia diversos amics, que Ciceró, a petició seva va recomanar al procònsol Quint Valeri Orca l'any 45 aC.